# Birger Eriksen
Birger Kristian Eriksen (Flakstad, 17 de novembro de 1875 – Oslo, 16 de julho de 1958) foi um militar norueguês que comandou a Fortaleza de Oscarsborg durante a invasão alemã da Noruega em 9 de abril de 1940. Por meio de suas ações, os noruegueses conseguiram afundar o cruzador Blücher e danificar o Lützow, permitindo que o governo e a família real norueguesa fugissem.

## Biografia
Eriksen nasceu em Flakstad, atual Moskenes, Nordland, filho de Jensine Petrine Arentzen e Caspar Edvard Eriksen, um capitão da marinha. Ele saiu de casa aos doze anos a fim de ir estudar em Cristiânia. Ele mesmo assim voltava para Flakstad todo verão para visitar sua mãe viúva até ela morrer em 1936. Eriksen se formou na escola em 1893, indo estudar por três meses em um colégio técnico em Berlim, Alemanha. Ele então entrou na Academia Militar Norueguesa, formando-se em 1896. Eriksen casou-se em Vang no dia 21 de novembro de 1903 com Christiane Sæhlie, com quem teve um filho e duas filhas.
Ele alcançou a patente de capitão em 1901 na artilharia costal norueguesa, tornando-se major em 1915. No mesmo ano foi feito comandante da Fortaleza de Agdenes em Trondheim. Foi promovido a coronel em 1931 e transferido para comandar a Fortaleza de Bergen em Bergen, posto que manteve por dois anos até ser designado em 1933 para o comando da Fortaleza de Oscarsborg no Fiorde de Oslo. Eriksen permaneceu em Oscarsborg até abril de 1940, quando estava a seis meses de se aposentar.
A Alemanha Nazista invadiu a Noruega nas primeiras horas de 9 de abril de 1940. Eriksen ordenou às 4h21min que a bateria principal de Oscarsborg disparasse contra a flotilha invasora, contrariando as ordens do Exército da Noruega de disparar tiros de aviso primeiro. Ao dar a ordem de fogo, ele exclamou que "Ou serei condecorado ou irei para a corte marcial". Os noruegueses conseguiram afundar o cruzador pesado Blücher e danificar o Lützow, forçando os alemães a uma retirada temporária. Oslo acabou tomada no dia seguinte, porém as ações de Eriksen permitiram que o governo e a família real fugissem da cidade.
Eriksen foi feito prisioneiro de guerra após a rendição da Noruega. Ele esteve presente em 12 de maio de 1945 quando a Fortaleza de Oscarsborg foi devolvida para o Exército Norueguês. Ele discursou sobre a bandeira da Noruega, falando de sua importância para a pátria. Eriksen foi considerado um herói de guerra, porém mesmo assim foi investigado pelo governo sobre se teria rendido a fortaleza mais cedo do que o necessário. Ele foi isentado de qualquer culpa na perda da fortificação.
Ele morreu em junho de 1958, com seu funeral ocorrendo no Novo Crematório de Oslo. A urna com suas cinzas foi inicialmente enterrada na Igreja de Drøbak, porém elas foram exumadas em 4 de outubro de 1977 e transferidas para o Cemitério de Nosso Salvador em Oslo. É considerado uma grande honra para um norueguês ser enterrado na seção Æreslunden desse cemitério. Em 6 de maio de 1995, como parte das celebrações do fim da Segunda Guerra Mundial, o rei Haroldo V inaugurou uma estátua de Eriksen localizada no forte principal de Oscarsborg. Uma das âncoras do Blücher está exposta ali perto.

## Condecorações
- Cruz de Guerra com Espada, 16 de novembro de 1945[5]
- Oficial da Ordem Nacional da Legião de Honra, maio de 1946[5]
- Cruz de Guerra, maio de 1946[5]